# Desperta Ferro
|  | Vegeu altres significats a Despertaferro |

Desperta Ferro és un grup musical de Sabadell (Vallès Occidental) nascut l'any 1999.

## Discografia[2]
- 2003: Dempeus i Alerta!' (autoeditat)
- 2006: Segueu Arran' (Mai Morirem Crew / Redstar 73 Records)
- 2009: L'alba d'un nou jorn (Radikal Records / Mai Morirem Crew / Redstar 73 Records)